# Haus Ferrum
Das Haus Ferrum (Eigenname: FeRRUM – welt des eisens) in der Marktgemeinde Ybbsitz im Bezirk Amstetten in Niederösterreich ist ein Museum über die Geschichte des Metalls Eisen als Dauerausstellung mit interaktiven Elementen. Das Museum bietet einen Bereich für Sonderausstellungen zum weitreichenden Thema Eisen. Neben den Themenausstellungen geht das Museum auf die Geschichte der Marktgemeinde Ybbsitz ein.

## Geschichte
Das Haus Ferrum wurde 2006 neu eröffnet, nach starker Unterstützung durch die Förderin Kommerzialrätin Waltraud Welser in der Restaurierung und Neuadaptierung des Gebäudes. Vor der Adaptierung zum Eisenmuseum wurde im ehemals Kremayr-Haus genannten Gebäude lediglich die Geschichte der Marktgemeinde Ybbsitz präsentiert.